# 3-е тысячелетие
3-е (тре́тье) тысячеле́тие  по григорианскому календарю — тысячелетие с 1 января 2001 года по 31 декабря 3000 года.  Это текущее тысячелетие. Оно началось 25 лет назад и закончится через 975 лет.

## Наука
- 2005 год — экспериментальное доказательство существования кварк-глюонной плазмы (RHIC).
- 2005 год — необратимые квантовые вычисления.
- 2012 год — открытие бозона Хиггса[1][2][3][4] (CERN, эксперименты ATLAS и CMS).
- 2015 год — расшифрован геном мамонта[5].
- 2016 год — команда LIGO зафиксировала гравитационные волны от слияния двух чёрных дыр[6].
- 2019 год — первая в истории астрономии фотография «тени» чёрной дыры[7].

## Культура
- Широкое распространение компьютеров, мобильных компьютерных устройств, интернета, в том числе мобильного, и социальных сетей. Интернет становится основной площадкой для культуры, СМИ, развлечения и общения.
- Расцвет видеоигр. Индустрия видеоигр опережает индустрии кино и музыки по объёмам[8].

## События

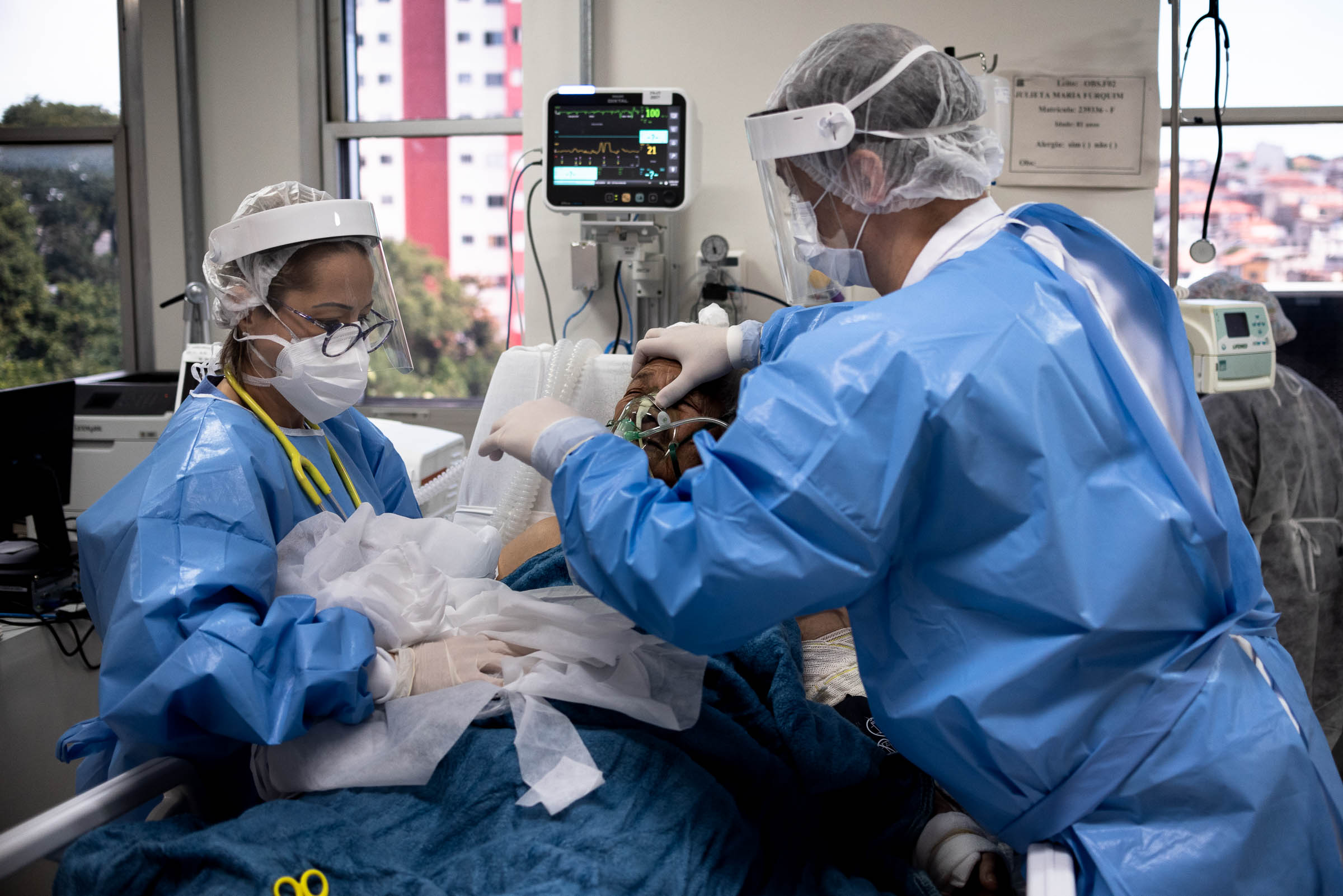
Врачи, ухаживающие за коронавирусным больным во время пандемии

- 11 сентября 2001 года — террористические акты в США.
- 14 сентября 2001 года — США объявляют войну против терроризма. Начало эпохи войн и конфликтов на Ближнем Востоке и в Африке.
- 7 октября 2001 — 31 августа 2021 года — война в Афганистане.
- 1 января 2002 года — введение банкнот и монет евро в Европейском союзе.
- 20 мая 2002 года — провозглашение независимости республики Восточный Тимор.
- 20 марта 2003 — 15 декабря 2011 года — Иракская война.
- 4 февраля 2004 года — создание Facebook, крупнейшей социальной сети в мире.
- 17 февраля 2008 года — провозглашение независимости Косово.
- 2008—2013 года — Мировой экономический кризис.
- 15 марта 2011 года — начало гражданской войны в Сирии[9].
- февраль 2014 года — аннексия Крыма Россией и начало войны в Донбассе, ставшая началом российско-украинской войны.
- 11 марта 2020 года — объявление ВОЗ COVID-19 пандемией.
- 24 февраля 2022 года — начало полномасштабного вторжения России на Украину.
- 8 сентября 2022 года — смерть королевы Елизаветы II, которая правила Великобританией и некоторыми другими государствами 70 лет.
- 30 ноября 2022 года — запуск ChatGPT.
- 6 февраля 2023 года — землетрясение в Турции и Сирии.
- 5 мая 2023 года — ВОЗ объявила о том, что пандемия COVID-19 больше не является мировой чрезвычайной ситуацией в области здравоохранения.